# Uloborus velutinus
Uloborus velutinus là một loài nhện trong họ Uloboridae.
Loài này thuộc chi Uloborus. Uloborus velutinus được Arthur Gardiner Butler miêu tả năm 1882.